# Брезник
Брѐзник е град в Западна България, област Перник. Градът е трети по големина в областта след Перник и Радомир и е административен център на община Брезник. 
В близост са градовете Сливница, Трън, Батановци и Перник. Смята се, че в района има големи залежи на злато, като се предполага, че находището възлиза на над 14 тона.
По данни на ГРАО към 15 септември 2023 г. в Брезник живеят 3768 души по настоящ адрес и 3831 души по постоянен адрес.

## География
Брезник  се намира в историко-географската и етнографската област Граово и е център на нейния северозападен край – Горно Граово, а Перник на югоизточния – Долно Граово. По тази ос тя се простира от село Студена до връх Любаш и е оградена от планините Витоша, Голо бърдо, Черна гора, Рудини, Ерулска, Любаш, хълмът Букова глава (през него преминава шосето за Трън), Завалска, Вискяр и Люлин. Границата между двете части на Граово е по линията на селата Селищен дол, махала Палилула, Велковци и Вискяр.
Брезнишкото поле представлява заравнена котловина с надморска височина 700 метра, разделена в направление югоизток-северозапад от хълмовете Стража, Брезнишко бърдо, Гребен и Црънча. Тези хълмове в реда на изброяване постепенно се издигат и прерастват в главното било на Завалската планина. Брезнишката част на Граово се отводнява от Конска или Граовска река, която води началото си от Завалската планина и се влива в Струма при град Батановци, Реката минава покрай село Конска в Брезнишкото поле, вероятно наречено на нея. Минаващия през град Брезник поток е ляв приток на река Конска. По планините, ограждащи полета и на билата на хълмовете, които го пресичат има засадена предимно в периода на НРБ гора, иначе полето е голо и слабо обработвано. Зимата е относително студена, лятото е прохладно, най-много дъжд пада през пролетта и есента. Денонощната амплитуда е голяма през всички сезони.

Възвишението „Брезнишко бърдо“ е градският лесопарк, където могат да се видят красиви природни гледки и забележителности. В източната си част хълмът е бил осеян с многочислени брези дали името на града. Най-високата точка на хълма е брезнишкият връх Св. Никола 923 м, югоизточно от него е другата му висока точка – връх Милин камък (брезнишки) 844 м.

## История
На хълма Брезнишко Бърдо в южния край на града се намира Мегалитно прототракийско светилище с изрязани скални соларни кръгове, описано от проф. Димитрина Митова-Джонова. Намира се на източния склон на хълма, под Вицините кошари и под мястото, на което се провеждал местният пионерски лагер - върху горист скален масив с източно изложение (важен елемент от култа към Слънцето и неговия изгрев). Запазените кръгове са 10 на брой, с формата на барабани с диаметър 0,80 – 0,85 м и височина 0,30 – 0,35 м. Те са издялани в самата скала заедно с улеи за възлияния на вино. Недалеч е мегалитното прототракийско светилище Гърленски храм-кладенец – куполен подземен храм на Слънцето, където веднъж годишно слънцето осветява определена точка в него.
Запазени са и материални останки от I хилядолетие пр. н.е. и от римската императорска епоха (надгробни могили, многобройни оброчни плочки и пластични изображения на Тракийския конник и други персонажи, монетни находища). Оцелели са зидове на римска баня.
На възвисяващото се над града Брезнишко Бърдо, на най-висока му част – връх Св. Никола, са останките на късноантичната и средновековна крепост на Брезник, наричана Кула (в едноименната ѝ местност на рида Црънча на Завалската планина). На съседния му достигащ до града рид Брезнишки Гребен, в северозападния му край над язовира на р. Касава, са Праисторическото и средновековно укрепено селище на връх Плешивец (938 м), над него е голямата късноантична и средновековна крепост Градище на връх Видришки камък (наричан и връх Калето 1064 м), но всички те не са окончателно проучени и консервирани и са подложени на набезите на иманяри.
В средновековния апокриф „Сказание за Енох Исая“ се твърди, че: „Цар Петър 927 – 967…След това се издигна друг цар на име Селевкия (Самуил) и неговото прозвище бе Симеклит. И този прочее излезе от планините наречени Витоша и отиде на полето наречено Романия. И този създаде пет града на българската земя Пловдив, Срем, Брезник, Средец и Ниш. Царува цар Селевкия 37 години и завърши своя живот под града Брезник…“. Въпреки, че източникът е явно недостоверен, предвид многото анахронизми, той свидетелства за популярността на Брезник в тази епоха.
От епохата на Втората българска държава наоколо са запазени, но повечето - в лошо състояние - руини на крепости, църкви и манастири, многобройни каменни средновековни български кръстове от т.нар. „богомилски“ или „келтски“, „катарски“ „тамплиерски“ вид, характерни за цяла Западна България чак до Солун.

Според сведенията, които са запазени за Брезник под османска власт, той започва да се разраства като град от началото на XV век, когато рудари започват да идват в околностите, за да добиват руда. В съкратен регистър на казата Шехир кьой (Пирот) от 1530 г. Брезник е отбелязан като хас на султана, рудник за сребро със 7 мюсюлмански и 162 християнски домакинства, 30 неженени християни и 15 християнски вдовици. Отбелязано е, че в Брезник има месджид (мечет, джамия), 1 имам и 1 мюезин.
В почти всички населени места в общината има църкви и други сгради от епохата на Българското Възраждане. От особено значение са средновековната църква „Света Петка“, възрожденското класно училище, мегалитния храм-кладенец „Пусто гърло“, Църногорския и Билинския манастир, останки от древни църкви, старите къщи с архитектурна и художествена стойност като къщата-близнак в с. Кошарево; чардаклиите-къщи в с. Ръжавец и пр.
През 17 – 18 век Брезник е бил притегателен център за водещи зографи и строители, включително видния представител на Самоковската школа Йоан Иконописец. Много добре е било развито и просветното дело. Килийни училища е имало в Билинския манастир, църквата „Света Петка“ и в някои брезнишки села. През 1869 г. в гр. Брезник е основано първото класно училище, в което е учителствал Димитър Тонджаров от Самоков. По негова инициатива в града е открито и читалище. Класното училище е стара къща с възрожденска архитектура, реставрирана през 80-те години на миналия век. Архитектурен и исторически паметник от местно значение. В нея се е помещавало класното училище, открито през 1839 г. Първият учител е бил Димитър Тонджоров. Сградата на класното училище е запазена. В нея се помещава читалищната музейна сбирка. До края на XIX век в града е съществувал метох на Рилския манастир. 
Според българската историчка Вера Мутафчиева (отразено в романа й "Летопис на смутното време" и в научни публикации), Брезник или близко до него село или чифлик е родното място на известния кърджалийски главатар Кара Фейзи, а градът става негово и на сина му Али, като аяни и дерибеи, владение, след споразумение със султан Селим III (упр. 1789-1807 г.)
Около времето на Освобождението в Брезник е имало към 200 български и 30 – 40 турски къщи, но след това турското население се е изселило както от града, така и от всички села в района.
В района на града по време на Сръбско-българската война се води Брезнишкият бой, загубен от българите, но спомогнал за победата им в решителната Битка на Сливница. Паметникът на загиналите в Сръбско-българската война от 1885 г. в стратегическата битка за отбраната на Брезник 48 български войници и опълченци е издигнат с волни парични пожертвувания на офицерите от I пехотен полк, дислоциран в Брезник, патриотичното гражданство и населението на околните села. През 1903 г. паметникът е построен в западната част на града, по проект на военен инженер капитан Лудогоров. На 15 юни /по стар стил/ 1903 г., когато се провежда събора Видовден с тържествено литийно шествие костите на загиналите и погребани в местността „Бърдото“ 48 български войници и опълченци са пренесени и положени в основите на открития този ден паметник.

При избухването на Балканската война през 1912 година 9 души от Брезник са доброволци в Македоно-одринското опълчение. В общината има многобройни войнишки паметници от войните за национално обединение и други обекти с национално и местно значение.
Значителни промени настъпват в Брезнишкия край в периода от Освобождението до средата на 20 век в социално-икономическо и демографско отношение. Тогава настъпва прелом в живота на населението и в облика на населените места, с възникването на местна промишленост. Индустриализацията от своя страна довежда до съществени структурни промени в града и в селата. Положително влияние в това отношение оказва и механизацията на селскостопанското производство. В 1924 г. в Брезник е основан воден синдикат (инициативен комитет за благоустройство) „Успех“, както и говедовъдно млекарско кооперативно сдружение „Монтафон“. През 1931 година е основано овцевъдно млекарско дружество „Грахово“. Към 1935 година водният синдикат има 542, говедовъдното сдружение – 30, а овцевъдното дружество – 74 члена. Тогава или по-късно в града съществуват и следните предприятия:
- Завод за хладилна техника – Брист ХМ – АД
- Шивашки цех
- Цех за производство на плоскости за френската промишленост
- Сладкарски цех.
- В лесопарковата част на Бърдото за туристите и жителите на града работят и малкият хотел „Бърдото“ и хижа „Брезите“, а са оцелели и сградите, в които се е провеждал местният пионерски лагер.

Важни събития от историята на града са свързани и с месния студен минерален извор „Желязна вода“ – водата му е богата на железни и сулфатни йони, подходяща за лечение на желязо-дефицитна анемии, стомашно-чревни, чернодробни и кожни заболявания, болести на жлъчката и пр. През 1907 г. когато кмет в града е Васа Пушев брезничани пращат от „желязната“ вода на Лондонското изложение и получават златен медал, съхраняван впоследствие в сградата на общината. Изпращат и сливова ракия, за която получават сребърен медал. На инициатора - местния първенец Кота Кафеджийски - впечатлени ентусиасти поръчват още 400 литра, но той не успява да ги набави, заради слаба реколта. За восъка и меда, които също пращат, не се знае дали са отличени по някакъв начин. Към извора „Желязна вода“ до 60-те години на 20. век има и плувен басейн. В резултат на неуспешен опит да се увеличи дебитът на извора, като находището се взриви, той рязко спада и е повишен отново едва през 2008 – 2009 г., посредством нов градеж на каптаж и чешма (постигнати са 7000 литра в денонощие, с тенденцията да се увеличат и да се ползва за в бъдеще и възможността за лечение с кал).; строят се и беседка и път с паркинг.

## Редовни събития
- Кукерски празник на общината, , обикновено през втората половина на януари, седмица преди Международния фестивал на маскарадните игри „Сурва“ в Перник.
- Ежегоден събор на Видовден, понякога - и по 3 дни.
- От 11 ноември 2018 г. на Бърдото се провежда възстановка на битки от Сръбско-българската война, следвана от курбан.

## Религия
До времето на Освободжението в района са живели и мюсюлмани. През 20. и началото на 21. век населението изповядва православно християнство. В град Брезник има 2 православни храма: старинният „Света Петка“ и храм-паметник „Свети Георги Победоносец“, както и различни други християнски култови съоръжения. В подножието на възвишението Брезнишко бърдо, в северния му склон е бил средновековния манастир „Бреза манастир“, който заедно с 6 черкви, построени по хълмовете обграждащи днешния град, образува прочутото „Седмопрестолие“, от което, но вече в чертите на града, е оцеляла единствено средновековната църква "Св. Петка" . На хълма Брезнишко бърдо има останки от 2 параклиса – на „Свети Никола“ и на „Възнесение Господне“ (днес оброк Св. Спас) поставен сред изчезналите днес руини на средновековна черква. Съвсем близо до града при с. Гърло се намират останките на старо българско гробище с т.нар. латински кръстове. На скалния венец, стърчащ непосредствено северно над гробището е открито древното Слънчево скално светилище. а наблизо са руините на средновековна българска църква.

### Храм-паметник „Свети Георги Победоносец“
Намира се в централната градска част. Замислен е от брезнишкото патриотично население в началото на ХХ век. Основите са осветени и положени на 27 октомври 1927 г. от митрополит Стефан. Плановете са дело на арх. Александър Смирнов, проектирал и строил храм-паметника „Александър Невски“ и арх. Кантарджиев. Храмът е осветен на 21 юни 1948 г. от епископ Пимен. 
Църквата е внушителна по обем – събира до 700 души. Олтарът е дървен, с икони в класически стил и отначало без стенописи, но с идея да за съответното изографисване, както и за построяване на камбанария към храма.

### Храм „Света Петка“
Първоначалната енорийска църква на града е „Света Петка“, остатък от средновековния Бреза манастир, който заедно с 6 черкви, издигнати по възвишението около града, образувал прочутото „Брезнишко седмопрестолие“, известно дори в Цариград и с който се свързва името на града. 
Градежът на сградата е от ломен камък, споен с хоросан. Състои се от 3 части. Най-стара е източната, датираща от Средновековието и представлява малка еднокорабна, едноапсидна псевдотриконхална църква с вход от запад. Западната ѝ фасада е била ограничена с анти, върху които е стъпвала арката на свода. Днешният ѝ дървен покрив е заменил по-стар куполен свод. Още в началото на османското владичество църквата е пострадала от разрушения и е преизградена, тогава на мястото на зидания покрив е издигнат дървен. При възстановяването в 1818 г. наосът е разширен с притвор на запад, като западната стена с анти е премахната, а над пристроената част е изградена галерия нартекс. През XX в. от запад е пристроен втори притвор екзонартекс и на няколко метра западно от църквата е вдигната свободно стояща камбанария.

### Храм „Свети Петър и Павел“
Руините (в значителна степен - засипани и със застроена околност) на късносредновековния храм „Свети Петър и Павел“ в североизточния край на град Брезник, по западния склон на хълма Петров камък, също са архитектурно-художествен паметник на културата от национално значение. Над руините на старинния храм, на около 80 м източно от тях в горната част на хълма има оброчен каменен кръст, известен като „Петров камък“, поставен там след разрушаването на черквата. Голямата му 20 см. дебелина и липсата на пластична украса сочат неговата старинност. До него има полузарит камък, на който са се палели свещи и населението е правело „светъц“ (оброк) с курбан. През 1965 г. по наредба на партийни активисти кръстът е съборен и хвърлен в яма на 5 м. от първоначалното място, но в 1990 г. е върнат на старото си място. В района на черквата са открити християнски гробове, отнасящи се към Късното средновековие, но след разрушаването и изоставянето на църквата е изоставено и гробището. В по-ново време на това място са погребвани цигани-християни.
По план църквата е еднопространствена, едноапсидна, псевдотриконхална, изградена от едър ломен камък с хоросанова спойка. Вероятно е имала полуцилиндрично сводесто покритие. В североизточния ъгъл на олтарнато пространство има проскомидийна ниша (на източната стена) и умивалня (на северната). През Възраждането църквата е била пристроена на запад, като разширението е значително по-широко в южна посока. Няма запазени стенописи, но се предполага, че вътрешността е била изписана изцяло.

### Храм "Света Троица"
Друга местна църква е била „Св. Троица“ в местността Бърдото.

### Параклиси
На хълма „Бърдото“ край града има останки от 2 параклиса – на „Свети Никола“ и на „Възнесение Господне“ („Св. Спас“). Вторите са означени със стар каменен кръст, поставен сред руините на средновековна черква и са няколко разхвърляни камъка, обрасли в растителност, въпреки че към началото на 20. век е имало и оцелели стени. Самата църква е разрушена и изоставена още по турско време. Впоследствие руините на мястото ѝ са превърнати местното население в оброчище, на което на Спасовден редовно се е правел най-големият „светъц“ в Брезник, но при управлението на комунистите обичаят постепенно е изоставен. След 1970 г. теренът около мястото на оброка е заравнен за ученически военизиран лагер, а кръстът е изровен и захвърлен в двора на близкия пионерски лагер. През 1998 г., по инициатива на местното женско дружество „Зора“, кръстът е върнат, а „светъцът“ - възстановен.

Освен това в град Брезник с труда на огнеборците е построен параклисът „Свети Илия“ в двора на пожарната, осветен през 2002 г., а частен предприемач строи още 1 в предприятието си.

## Личности

### Родени в Брезник
- Борислава Радоева, журналист, получил награда „Златно перо“
- Георги Любенов, професор юрист
- Димитър Георгиев, български революционер от ВМОРО, четник на Тръпко Стоименов[22]
- Евелина Славчева, председател на Българската академия на науките
- Константин Георгиев (1873 – 1925), военен деец
- Крум Савов, спортен журналист
- Лиляна Барева – оперна певица
- Любомир Андреев, проф. д-р на Хумболтовия университет Берлин
- Людмил Антонов, професор  химик, носител на наградата „Питагор“ за цялостен принос в науката[23]
- Любомир Иванов (? –?), кмет на Благоевград 1935 – 1938
- Маргарита Хранова, естрадна певица
- Светослав Гоцев (р. 1990), волейболист
- Славчо Пирчев (1886 – 1973), офицер и революционер от ВМОРО
- Стоян Георгиев (1884 – ?), революционер от ВМОРО, четник на Велко Манов и Боби Стойчев[24]
- доц.д-р Христо Михайлов- преподавател и ректор на Лесотехнически университет
- Цветана Табакова – оперна певица

### Военни дейци
- генерал-лейтинант Асен Кръстев
- полковник Тодор Рангелов Младенов, командир на Брезнишкия партизански отряд
- полковник Стоян Андреев
- полковник Васил Германов
- полковник Георги Райчев
- полковник Ненчо Асенов Ненков, командир на Горноджумайския партизански отряд
- полковник Руско Геров
- полковник Нестор Първанов
- полковник Михал Панталеев

### Политици
Видни политически деятели на Брезник са: Александър Симов, Андрей Михайлов, Маргарита Борисова – народни представители; Константин Забунов, Стоил Христов, проф. д-р Любомир Андреев, Елисавета Симова Тонева, Людмила Тинкова, Вельо Велев.

## Други
На Брезник е наречена улица в квартал „Хаджи Димитър“ в София (Карта).